# Jay Van Andel
Jay Van Andel (03 tháng 6 năm 1924 - ngày 07 tháng 12 năm 2004) là một doanh nhân người Mỹ nổi tiếng nhất là đồng sáng lập của Công ty Amway, cùng với Richard DeVos. Ông cũng từng là Chủ tịch Phòng Thương mại Hoa Kỳ từ 1979-1980 và sau đó là một thành viên của Hội đồng cao cấp của nó từ 1980-1985.
Năm 2001 chủ tịch tập đoàn Steve Van Andel con trai của ngài Jay Van Andel được bầu làm chủ tịch phòng thương mại Mỹ.
Năm 2013 chủ tịch tập đoàn Steve Van Andel con trai của ngài Jay Van Andel được bầu làm chủ tịch phòng thương mại Mỹ
Ông cũng được biết đến tài trợ cho các cơ quan đại diện tôn giáo và sự nghiệp chính trị bảo thủ, bao gồm cả Đảng Cộng hòa Hoa Kỳ. 
Van Andel sinh ra ở Grand Rapids, Michigan. Sau khi tốt nghiệp trung học, một nhà tuyển quân thuyết phục anh vào quân ngũ. Ông gia nhập quân đội vào năm 1942 làm binh nhì trong Không quân Quân đội Hoa Kỳ bốn năm sau đó là một trung úy.
Van Andel đồng sáng lập Amway với Rich DeVos vào năm 1959.